# Gulbakig trädstyltfluga
Gulbakig trädstyltfluga (Neurigona abdominalis) är en tvåvingeart som först beskrevs av Fallen 1823.  Gulbakig trädstyltfluga ingår i släktet Neurigona och familjen styltflugor. Enligt den svenska rödlistan är arten otillräckligt studerad i Sverige. Arten förekommer i Götaland, Gotland, Öland och Svealand. Artens livsmiljö är skogslandskap. Inga underarter finns listade i Catalogue of Life.